# Stiphodon multisquamus
Stiphodon multisquamus är en fiskart som beskrevs av Wu och Ni, 1986. Stiphodon multisquamus ingår i släktet Stiphodon och familjen smörbultsfiskar. Inga underarter finns listade i Catalogue of Life.